# مش‌مستی خانی
مش‌مستی خانی (به انگلیسی: Mash Masti Khani) یک شهرک در پاکستان است که در ناحیه لکی واقع شده‌است.